# Amazontukanett
Amazontukanett (Selenidera gouldii) är en fågel i familjen tukaner inom ordningen hackspettartade fåglar.

## Utseende och läte
Amazontukanetten är en liten och vackert mångfärgad tukanett. Hanen har svart på hjässa och undersida, medan det hos honan är ersatt av kastanjebrunt. På näbben syns svarta och orangefärgade fläckar. Lätet består av en djup och rätt långsam serie toner, återgivna som "ggranwnk" eller "ggrraaw". 

## Utbredning och systematik
Fågeln förekommer från centrala och östra Brasilien söder om Amazonfloden till östra Bolivia och Mato Grosso. Den behandlas som monotypisk, det vill säga att den inte delas in i några underarter.

## Levnadssätt
Amazontukanetten bebor låglänta fuktiga skogar, säsongsmässigt översvämmade skogar, galleriskog och uppväxande ungskog. Den födosöker i skogens mellersta och övre skikt, vanligen i fruktbärande träd.

## Status och hot
Arten har ett stort utbredningsområde, men tros minska i antal, dock inte tillräckligt kraftigt för att den ska betraktas som hotad. Internationella naturvårdsunionen IUCN listar arten som livskraftig (LC).

## Namn
Fågelns vetenskapliga artnamn hedrar John Gould (1804-1881), engelsk förläggare, entreprenör, naturforskare och konstnär. Tidigare kallades den gouldtukanett även på svenska, men tilldelades 2024 ett mer informativt namn av BirdLife Sveriges taxonomikommitté.